# 43e gala des prix Félix
Le 43e gala des Prix Félix est une triple cérémonie organisée en novembre 2021 par l'Association québécoise de l'industrie du disque, du spectacle et de la vidéo (ADISQ) pour récompenser les artistes québécois de la chanson s’étant illustrés dans l’année écoulée.
La remise des prix est séparée en trois galas : le Gala de l'ADISQ, diffusé en direct à ICI Radio-Canada Télé le 7 novembre ; le Premier Gala de l'ADISQ, diffusé en direct sur ICI Radio-Canada Télé quatre jours plus tôt ; et le Gala de l'Industrie, qui récompense les prouesses techniques en musique. 
Les nominations sont dévoilées le 22 septembre 2021. Avec seize nominations, l'auteure-compositrice-interprète Klô Pelgag est l’artiste qui participe au plus de catégories. Derrière elle, Charlotte Cardin, Louis-Jean Cormier, Les Cowboys Fringants, FouKi et Vincent Vallières ont été nommés cinq fois. 
Lors des trois cérémonies, Klô Pelgag récolte un total de 13 Félix, égalant le record de Céline Dion datant de 1985.

## Gala de l'ADISQ
Le gala des prix Félix se déroule le 7 novembre 2021. Il est animé par Louis-José Houde (pour la seizième année consécutive).
Les côtes d'écoute pour la 43e édition de ce gala furent de 677 000 téléspectateurs, soit une baisse de 33 % par rapport à 2020. Les organisateurs expliquent cette baisse par la couverture des élections municipales québécoises de 2021.
| Album de l'année (Adulte contemporain) | Album de l'année (Country) |
| --- | --- |
| Gagnant(e) : Le ciel est au plancher, (Louis‐Jean Cormier) - Nos maisons (Belle Grand Fille) - Chansons hivernales (Pierre Lapointe) - SITKA (Andréanne A. Malette) - Incarnat (Ariane Moffatt) | Gagnant(e) : Sweet Montérégie (Alex Burger) - Léda (Irvin Blais) - Émilie Daraîche (Émilie Daraîche) - L’heure d’été (Léa Jarry) - Besoin de rien (Pat Groulx et les bas blancs) |
| Album de l'année (Musique instrumentale) | Album de l'année (Rap) |
| Gagnant(e) : Travelling (Daniel Bélanger) - Les filles montagnes (Viviane Audet) - Perséides (Cœur de Pirate) - Opus 7 Préludes (Alain Lefèvre) - Reflections 1 (Louis-Étienne Santais)         | Gagnant(e) : Normal de l'Est (Connaisseur Ticaso) - Grignotines de Luxe (FouKi) - ElevaZIIION (Société distincte) (Imposs) - CLUB Mixtape 2020 (KNLO) - Génies en Herbe (Koriass, FouKi) |
| Artiste autochtone de l'année | Auteur ou compositeur de l'année/Auteure ou compositrice de l'année |
| Gagnant(e) : Anachnid - Kanen - Matiu - Scott-Pien Picard - Q052 | Gagnant(e) : Klô Pelgag - Louis-Jean Cormier - Ariane Moffatt - Antoine Corriveau - Vincent Vallières |
| Révélation de l'année | Spectacle en ligne de l'année (Francophone) |
| Gagnant(e) : CRi - Comment Debord - Alex Burger - Léa Jarry - Thierry Larose | Gagnant(e) : VIVRE: Le spectacle spectral (Klô Pelgag) - À tous les vents (2Frères) - Génies en Herbe (Koriass, FouKi) - L'Amérique Pleure (Les Cowboys Fringants) - Dé-Confiné (Damien Robitaille) |
| Groupe ou duo de l'année | Interprète féminine de l'année |
| Gagnant(e) : Les Cowboys Fringants - 2Frères - Bleu Jeans Bleu - Corridor - Comment Debord | Gagnante : Roxane Bruneau - Coeur de Pirate - Klô Pelgag - Guylaine Tanguay - Ariane Moffatt |
| Interprète masculin de l'année | Chanson de l'année |
| Gagnant : FouKi - Damien Robitaille - Louis-Jean Cormier - Vincent Vallières - Pierre Lapointe                                                                                                  | Gagnant(e) : À ma manière (Roxane Bruneau) - Faut qu'j'y aille (2Frères) - T'es belle (Coeur de Pirate) - Figé dans le temps (Ludovick Bourgeois) - Où sera le monde? (Marc Dupré) - Ciel (FouKi, Alicia Moffet) - Tokébakicitte (Jérôme 50) - Sur mon épaule (Les Cowboys Fringants) - Le cœur a ses raisons (Sarahmée) - Homme de rien (Vincent Vallières) |

## Le Premier Gala de l'ADISQ
Le Premier Gala a eu lieu le 3 novembre 2021. Il était animé par Pierre Lapointe.

### Gagnant(e)s
- Album de l’année (Alternatif) : Notre-Dame-des-Sept-Douleurs, Klô Pelgag
- Album de l’année (Anglophone) : Phoenix, Charlotte Cardin
- Album de l’année (Autres langues) : Renegade Breakdown, Marie Davidson & L’Œil Nu
- Album de l’année (Choix de la critique) : Notre-Dame-des-Sept-Douleurs, Klô Pelgag
- Album de l’année (Classique - Soliste et petit ensemble) : Beethoven ‐ Intégrale des Sonates pour violon et piano Vol. 2: Nos 1, 2, 3, 5, Charles Richard‐Hamelin, Andrew Wan
- Album de l’année (Folk) : Toute beauté n’est pas perdue, Vincent Vallières
- Album de l’année (Musique électronique) : Juvenile, CRi
- Album de l’année (Jazz) : Jazz Vol. 1, Jordan Officer
- Album de l’année (Musiques du monde) : Pescador De Sueños, Ramon Chicharron
- Album de l’année (Réinterprétation) : Histoires sans paroles ‐ Harmonium symphonique, Orchestre symphonique de Montréal
- Album de l’année (Rock) : Les nuits de Repentigny, Les Cowboys Fringants
- Album de l’année (Traditionnel) : Repères, Bon Débarras
- Album ou DVD de l’année (Jeunesse) : Les chansons fabricolées de la télé (Saisons 1 et 2), Ari Cui Cui
- Artiste de l’année ayant le plus rayonné hors Québec : Charlotte Cardin
- Artiste de l'année ayant le plus rayonnée sur le web: Damien Robitaille
- Spectacle en ligne de l’année (Anglophone) : The Phoenix Experience, Charlotte Cardin
- Collaboration internationale de l'année: Sorcières (Klô Pelgag, Pomme)
- Spectacle en ligne de l’année (Humour) : Bon 85e Yvon!, Yvon Deschamps
- Vidéo de l’année : Mélamine, Klô Pelgag